# C/2010 F4 Machholz
C/2010 F4 (Machholz) è una cometa non periodica scoperta il 23 marzo 2010. È l'undicesima cometa scoperta o coscoperta dall'astrofilo statunitense Donald Edward Machholz.